# Кашине ди Опања (Перуђа)
Кашине ди Опања је насеље у Италији у округу Перуђа, региону Умбрија.
Према процени из 2011. у насељу је живело 9 становника. Насеље се налази на надморској висини од 1154 м.